# Перелік ракетних ударів під час російського вторгнення (зима 2024/2025)
Перелік ракетних ударів які завдають обидві сторони війни під час російського вторгнення в Україну, інформація про які була опублікована у відкритих джерелах.
Без ударів некерованими ракетами авіації, артилерії, РСЗВ та комплексів С-300.

## Засоби ураження
| назва      | назва         | носій          | тип                                                 | створено | дальність | бойова частина          | КІВ       |
| ---------- | ------------- | -------------- | --------------------------------------------------- | -------- | --------- | ----------------------- | --------- |
| Shahed 136 | —             | —              | дрон-камікадзе                                      | 2020     | 2500 км   | 46,5 кг (51 кг серія К) | 5-15 м    |
| Х-31       | —             | авіація        | авіаційна ракета класу «повітря-поверхня»           | 1988     | 110 км    | 87 кг                   | 10-15 м   |
| 5В55       | —             | С-300          | зенітна ракета                                      | 1970     | 75 км     | 130 кг                  | 50-100 м  |
| 48Н6       | —             | С-300, С-400   | зенітна ракета                                      | 1990     | 150 км    | 145 кг                  | 30-50 м   |
| Х-35       | «Звєзда»      | авіація        | крилата протикорабельна ракета                      | 1973     | 300 км    | 145 кг                  | 5-10 м    |
| Х-59       | «Овод»        | авіація        | авіаційна ракета класу «повітря-поверхня»           | 1975     | 45 км     | 148 кг                  | 10-20 м   |
| 48Н6М      | —             | С-300, С-400   | зенітна ракета                                      | 2007     | 200 км    | 150 кг                  | 10-30 м   |
| 48Н6ДМ     | —             | С-300, С-400   | зенітна ракета                                      | 2007     | 250 км    | 180 кг                  | 10-20 м   |
| Х-38       | —             | авіація        | авіаційна ракета класу «повітря-поверхня»           | 2012     | 40 км     | 250 кг                  | 5-10 м    |
| 3М55       | П-800 «Онікс» | флот           | універсальна протикорабельна ракета                 | 1987     | 600 км    | 300 кг                  | 10-20 м   |
| 3M22       | «Циркон»      | флот           | протикорабельна крилата ракета                      | 2021     | 1000 км   | 300 кг                  | 5-10 м    |
| Х-69       | —             | авіація        | крилата ракета класу «повітря-поверхня»             | 2022     | 290 км    | 310 кг                  | 10-20 м   |
| Х-29       | —             | авіація        | авіаційна ракета класу «повітря-земля»              | 1980     | 30 км     | 317 кг                  | 5-20 м    |
| Х-101      | —             | Ту-95, Ту-160  | стратегічна крилата ракета класу «повітря-поверхня» | 1999     | 5500 км   | 400 кг                  | 10-20 м   |
| 3М14       | «Калібр»      | флот           | крилата ракета                                      | 2012     | 2600 км   | 450 кг                  | 10-20 м   |
| 9М723      | «Іскандер»    | «Іскандер-М»   | балістична ракета класу «поверхня-поверхня»         | 2011     | 400 км    | 480 кг                  | 5-10 м    |
| 9М728      | «Іскандер»    | «Іскандер-К»   | крилата ракета класу «поверхня-поверхня»            | 2008     | 500 км    | 480 кг                  | 5-7 м     |
| 9М729      | «Іскандер»    | «Іскандер-К»   | крилата ракета класу «поверхня-поверхня»            | 2018     | 1500 км   | 480 кг                  | 5-7 м     |
| 9М79       | «Точка»       | 9К79 «Точка»   | ракета тактичного ракетного комплексу               | 1973     | 70 км     | 482 кг                  | 100-150 м |
| 9М79-1     | «Точка-У»     | 9К79 «Точка-У» | ракета тактичного ракетного комплексу               | 1989     | 120 км    | 482 кг                  | 30-50 м   |
| KN-23      | Hwasong-11Ga  | —              | тактична балістична ракета                          | 2018     | 550 км    | 500 кг                  | 5-10 м    |
| Х-47М2     | «Кинджал»     | МіГ-31К        | аеробалістична ракета                               | 2017     | 2000 км   | 500 кг                  | 10-20 м   |
| Х-22       | «Буря»        | Ту-22          | крилата протикорабельна ракета                      | 1962     | 330 км    | 950 кг                  | 500-700 м |

## Ракетні удари

### Грудень
- Масований ракетний обстріл України 13 грудня 2024
- Масований ракетний обстріл України 25 грудня 2024

Зафіксовано щонайменше 197 ракет з російського боку, 150 ракет було перехоплено силами ППО.
| Удари завдані Україною   | Удари завдані Україною   | Удари завдані Україною                                  | Удари завдані Україною                                                                                               | дата       | Удари завдані Росією                                                 | Удари завдані Росією | Удари завдані Росією | Удари завдані Росією | Удари завдані Росією                                                                     |
| регіон                   | місце                    | ракети                                                  | влучання | дата       | регіон                                                               | місце                | ракети               | ракети               | влучання, загиблі/поранені                                                               |
| ------------------------ | ------------------------ | ------------------------------------------------------- | --- | ---------- | -------------------------------------------------------------------- | -------------------- | -------------------- | -------------------- | ---------------------------------------------------------------------------------------- |
|                          |                          |                                                         | | 02.12.2024 | Дніпропетровська обл.                                                | Кривий Ріг           | 3/3                  | Х-59/69              | перехоплено українською ППО                                                              |
| 04.12.2024               | Сумська обл.             | Шостка                                                  | 0/1 | Х-59/69    | зруйновані окремі об‘єкти інфраструктури                             |                      |                      |                      |                                                                                          |
| 05.12.2024               | Дніпропетровська обл.    | Дніпропетровська обл.                                   | 0/2 | Іскандер-М | не встановлено                                                       |                      |                      |                      |                                                                                          |
| 05.12.2024               | Чернігівська обл.        | Топчіївка                                               | 0/2 | Іскандер-К | пошкодило вікна в трьох будинках                                     |                      |                      |                      |                                                                                          |
| 05.12.2024               | Миколаївська обл.        | Вознесенськ                                             | 0/1 | —          | влучання у приватний житловий будинок, жертви: 1/0                   |                      |                      |                      |                                                                                          |
| 06.12.2024               | Дніпропетровська обл.    | Кривий Ріг                                              | 0/1 | —          | пошкоджені дві багатоповерхівки, 10 приватних будинків, жертви: 3/17 |                      |                      |                      |                                                                                          |
| 07.12.2024               | Сумська обл.             | Конотоп                                                 | 0/1 | —          | удар по інфраструктурі Конотопської громади                          |                      |                      |                      |                                                                                          |
| РФ, Курськ               | РФ, Курськ               | ракета GMLRS                                            | російськими ЗМІ заявлено про ракетну атаку                                                                           | 08.12.2024 | Одеська обл.                                                         | Одеська обл.         | 2/2                  | Х-59/69              | перехоплено українською ППО                                                              |
| РФ, Курчатов             | РФ, Курчатов             | ракета GMLRS                                            | російськими ЗМІ заявлено про ракетну атаку                                                                           | 08.12.2024 |                                                                      |                      |                      |                      |                                                                                          |
| Донецька обл.            | Єнакієве                 | ракета GMLRS                                            | склад боєприпасів | 10.12.2024 | Запорізька обл.                                                      | Запоріжжя            | 0/1                  | —                    | влучання у приватну клініку та цивільну забудову, жертви: 10/22                          |
| РФ, Таганрог             | РФ, Таганрог             | MGM-140A                                                | атакувано завод із будівництва літаків                                                                               | 11.12.2024 |                                                                      |                      |                      |                      |                                                                                          |
| РФ, Таганрог             | РФ, Таганрог             | MGM-140A                                                | військова база | 11.12.2024 |                                                                      |                      |                      |                      |                                                                                          |
| Донецька обл.            | Маркине                  | —                                                       | склад боєприпасів | 12.12.2024 |                                                                      |                      |                      |                      |                                                                                          |
| не встановлено           | не встановлено           | ракета GMLRS                                            | опублікований здійснений раніше удар по РЛС 1Л219 «Зоопарк»                                                          | 12.12.2024 |                                                                      |                      |                      |                      |                                                                                          |
|                          |                          |                                                         | | 13.12.2024 | Україна                                                              | Україна              | 81/94                | —                    | відбулися атаки енергетичних та цивільних об'єктів України у ході ракетно-дронової атаки |
| Львівська обл.           | Стрий                    | ймовірна атака енергетичного об'єкта                    | | 13.12.2024 |                                                                      |                      | 81/94                | —                    |                                                                                          |
| Івано-Франківська обл.   | Бурштин                  | удар по електро- й газовій інфраструктурі               | | 13.12.2024 |                                                                      |                      | 81/94                | —                    |                                                                                          |
| Тернопільська обл.       | Велика Березовиця        | ймовірна атака енергетичного об'єкта                    | | 13.12.2024 |                                                                      |                      | 81/94                | —                    |                                                                                          |
| Одеська обл.             | Одеса                    | уламки ракети пошкодили цивільну інфраструктуру         | | 13.12.2024 |                                                                      |                      | 81/94                | —                    |                                                                                          |
| Харківська обл.          | Мирне                    | удар по цивільному підприємству, жертви: 0/4            | | 13.12.2024 |                                                                      |                      | 81/94                | —                    |                                                                                          |
| Харківська обл.          | Харківський р-н          | не встановлено                                          | | 13.12.2024 |                                                                      |                      | 81/94                | —                    |                                                                                          |
| Запорізька обл.          | Олексіївка               | ракета GMLRS                                            | залізничний ешелон                                                                                                   | 14.12.2024 | Дніпропетровська обл.                                                | Павлоград            | 0/1                  | —                    | відомо про ймовірний ракетний удар                                                       |
|                          |                          |                                                         | | 14.12.2024 | Одеська обл.                                                         | Одеса                | 0/1                  | —                    | не встановлено                                                                           |
| РФ, Курська обл.         | РФ, Курська обл.         | M30 DPICM                                               | скупчення піхоти | 17.12.2024 |                                                                      |                      |                      |                      |                                                                                          |
| РФ, Каменськ-Шахтинський | РФ, Каменськ-Шахтинський | MGM-140A, Storm Shadow                                  | хімічне підприємство Комбінат Каменський                                                                             | 18.12.2024 | Сумська обл.                                                         | Ромни                | 0/3                  | —                    | пошкоджено 9 житлових будинків                                                           |
|                          |                          |                                                         | | 19.12.2024 | Дніпропетровська обл.                                                | Кривий Ріг           | 0/3                  | —                    | пошкоджені багатоквартирні житлові будинки, лікарня, школа                               |
| Кривий Ріг               | 0/1                      | —                                                       | частково зруйнований двоповерховий будинок, пошкоджені ще три багатоповерхівки та 17 приватних будинків, жертви: 0/6 | 19.12.2024 | Дніпропетровська обл.                                                |                      |                      |                      |                                                                                          |
| РФ, Рильськ              | РФ, Рильськ              | ракета GMLRS                                            | військова інфраструктура                                                                                             | 20.12.2024 | Україна                                                              | Україна              | 0/2                  | Х-59/69              | не встановлено                                                                           |
| Донецька обл.            | Донецьк                  | ракета GMLRS                                            | не встановлено | 20.12.2024 | Україна                                                              | Україна              | 0/2                  | Іскандер-М           | не встановлено                                                                           |
|                          |                          |                                                         | | 20.12.2024 | Київ                                                                 | Київ                 | 5/5                  | Іскандер-М/KN-23     | уламки збитих ракет завдали збитків та руйнувань у п’яти районах столиці, жертви: 1/12   |
| Одеська обл.             | Одеська обл.             | 0/1                                                     | Х-31П/59 | 20.12.2024 | не встановлено                                                       |                      |                      |                      |                                                                                          |
| 22.12.2024               | Херсонська обл.          | Херсонська обл.                                         | 0/1 | Іскандер-М | не встановлено                                                       |                      |                      |                      |                                                                                          |
| Запорізька обл.          | Токмацький р-н           | ракета GMLRS                                            | особовий склад | 24.12.2024 | Дніпропетровська обл.                                                | Кривий Ріг           | 0/1                  | балістична ракета    | внаслідок удару пошкоджений житловий будинок, жертви: 1/17                               |
| РФ, Льгов                | РФ, Льгов                | ракета GMLRS                                            | пункт управління 810-ї бригади                                                                                       | 25.12.2024 | Івано-Франківська обл.                                               | Бурштин              | 59/68                | —                    | відомо про атаку об'єктів енергетики                                                     |
|                          |                          |                                                         | | 25.12.2024 | Київська обл.                                                        | Київська обл.        | 59/68                | —                    | пошкоджено приватні будинки та 12 вантажівок                                             |
| Житомирська обл.         | Житомирський р-н         | пошкоджено нежитлову будівлю                            | | 25.12.2024 |                                                                      |                      | 59/68                | —                    |                                                                                          |
| Полтавська обл.          | Кременчуцький р-н        | удари по енергетичній інфраструктурі                    | | 25.12.2024 |                                                                      |                      | 59/68                | —                    |                                                                                          |
| Дніпропетровська обл.    | Дніпропетровська обл.    | удари по енергетичній інфраструктурі, жертви: 1/0       | | 25.12.2024 |                                                                      |                      | 59/68                | —                    |                                                                                          |
| Запорізька обл.          | Запоріжжя                | пошкоджені дитячий майданчик та багатоквартирні будинки | | 25.12.2024 |                                                                      |                      | 59/68                | —                    |                                                                                          |
| РФ, Орловська обл.       | РФ, Орловська обл.       | Storm Shadow                                            | військова інфраструктура                                                                                             | 26.12.2024 |                                                                      |                      |                      |                      |                                                                                          |
|                          |                          |                                                         | | 27.12.2024 | Україна                                                              | Україна              | 0/2                  | Іскандер-М           | не встановлено                                                                           |
| РФ, Льгов                | РФ, Льгов                | Storm Shadow                                            | командний пункт | 30.12.2024 |                                                                      |                      |                      |                      |                                                                                          |
| Запорізька обл.          | Запорізька обл.          | ракета GMLRS                                            | військова інф-ра | 30.12.2024 |                                                                      |                      |                      |                      |                                                                                          |
|                          |                          |                                                         | | 31.12.2024 | Херсонська обл.                                                      | Давидів Брід         | 0/3                  | Іскандер-М           | обстріл військової техніки                                                               |
| Київська обл.            | Київська обл.            | 6/21                                                    | — | 31.12.2024 | пошкоджені три приватні будівлі, жертви: 0/1                         |                      |                      |                      |                                                                                          |
| Київська обл.            | Васильків                | 6/21                                                    | — | 31.12.2024 | відомо про загибель військового 40 БрТА                              |                      |                      |                      |                                                                                          |
| Сумська обл.             | Шостка                   | 6/21                                                    | — | 31.12.2024 | влучання у житлові будинки та цивільну інф-ру                        |                      |                      |                      |                                                                                          |
| Одеська обл.             | Одеська обл.             | 0/2                                                     | Х-31П | 31.12.2024 | пошкоджено адміністративну будівлю агрофірми, жертви: 0/1            |                      |                      |                      |                                                                                          |
| дата не встановлена      |                          |                                                         | |            |                                                                      |                      |                      |                      |                                                                                          |
| Донецька обл.            | Донецьк                  | ракета GMLRS                                            | РЛС 55Ж6М «Небо-М»                                                                                                   | ??.12.2024 |                                                                      |                      |                      |                      |                                                                                          |

*Х-101/Х-555/Х-55

### Січень
- Масований ракетний обстріл України 15 січня 2025

Зафіксовано щонайменше 103 ракети з російського боку, 42 ракети було перехоплено силами ППО, щонайменше 1 ракета передчасно впала/не здетонувала. 
| Удари завдані Україною   | Удари завдані Україною   | Удари завдані Україною       | Удари завдані Україною                                                  | дата             | Удари завдані Росією                                               | Удари завдані Росією  | Удари завдані Росією | Удари завдані Росією | Удари завдані Росією                                                      |
| регіон                   | місце                    | ракети                       | влучання                                                                | дата             | регіон                                                             | місце                 | ракети               | ракети               | влучання, загиблі/поранені                                                |
| ------------------------ | ------------------------ | ---------------------------- | ----------------------------------------------------------------------- | ---------------- | ------------------------------------------------------------------ | --------------------- | -------------------- | -------------------- | ------------------------------------------------------------------------- |
| РФ, Біловський р-н       | РФ, Біловський р-н       | —                            | не встановлено                                                          | 01.01.2025       |                                                                    |                       |                      |                      |                                                                           |
| не встановлено           | не встановлено           | ракета GMLRS                 | ЗРК Панцирь-С1                                                          | 01.01.2025       |                                                                    |                       |                      |                      |                                                                           |
| РФ, Івановське           | РФ, Івановське           | ракета GMLRS                 | військова інф-ра                                                        | 02.01.2025       | Дніпропетровська обл.                                              | Дніпропетровська обл. | 0/1                  | Іскандер-М           | не встановлено                                                            |
|                          |                          |                              |                                                                         | 03.01.2025       | Сумська обл.                                                       | Юнаківка              | 0/1                  | Іскандер-М           | заявлено росіянами як удар по військовій інфраструктурі                   |
| Чернігівська обл.        | Чернігів                 | 0/3                          | Іскандер-М                                                              | 03.01.2025       | руйнування кількох житлових будинків, жертви: 1/5                  |                       |                      |                      |                                                                           |
| Дніпропетровська обл.    | Дніпропетровська обл.    | 3/3                          | Х-59/69                                                                 | 03.01.2025       | перехоплено українською ППО                                        |                       |                      |                      |                                                                           |
| 05.01.2025               | Дніпропетровська обл.    | Павлоградський р-н           | 0/1                                                                     | Іскандер         | удар по засобах ППО/макетах                                        |                       |                      |                      |                                                                           |
| РФ, Каменськ-Шахтинський | РФ, Каменськ-Шахтинський | —                            | підприємство з виробництва твердого ракетного палива                    | 06.01.2025       | Україна                                                            | Україна               | 2/2                  | Х-59                 | перехоплено українською ППО                                               |
| РФ, Біла                 | РФ, Біла                 | —                            | командний пункт 810 обрмп                                               | 07.01.2025       |                                                                    |                       |                      |                      |                                                                           |
| Донецька обл.            | Харцизьк                 | —                            | командний пункт 8 ОА                                                    | 08.01.2025       | Миколаївська обл.                                                  | Вознесенський р-н     | 0/1                  | Х-59/31П             | не встановлено                                                            |
|                          |                          |                              |                                                                         | 09.01.2025       | Дніпропетровська обл.                                              | Кривий Ріг            | 3/3                  | Х-59                 | перехоплено українською ППО                                               |
| РФ, Чалтир               | РФ, Чалтир               | Р-360 «Нептун»               | склад боєприпасів і дронів                                              | 10.01.2025       |                                                                    |                       |                      |                      |                                                                           |
| Донецька обл.            | Донецьк                  | ракета GMLRS                 | не встановлено                                                          | 10.01.2025       |                                                                    |                       |                      |                      |                                                                           |
| Донецька обл.            | Донецьк                  | —                            | командний пункт 3 АК                                                    | 10.01.2025       |                                                                    |                       |                      |                      |                                                                           |
|                          |                          |                              |                                                                         | 11.01.2025       | Чернігівська обл.                                                  | Чернігівська обл.     | 0/1                  | Х-59/69              | ймовірно збита українською ППО                                            |
| 12.01.2025               | Миколаївська обл.        | Снігурівка                   | 0/1                                                                     | —                | не встановлено                                                     |                       |                      |                      |                                                                           |
| РФ, Сєльцо               | РФ, Сєльцо               | MGM-140A                     | Брянський хімічний завод                                                | 14.01.2025       | Одеська обл.                                                       | Одеська обл.          | 0/2                  | Х-31ПД               | не встановлено                                                            |
|                          |                          |                              |                                                                         | 15.01.2025       | Україна                                                            | Україна               | 30/43                | —                    | 30 ракет українською ППО                                                  |
| Львівська обл.           | Львівська обл.           | атака газової інфраструктури |                                                                         | 15.01.2025       |                                                                    |                       | 30/43                | —                    |                                                                           |
| Івано-Франківська обл.   |                          | атака газової інфраструктури |                                                                         | 15.01.2025       |                                                                    |                       | 30/43                | —                    |                                                                           |
| Харківська обл.          |                          | атака газової інфраструктури |                                                                         | 15.01.2025       |                                                                    |                       | 30/43                | —                    |                                                                           |
| РФ, Олександрівка        | РФ, Олександрівка        | 1/1                          | Х-69                                                                    | 15.01.2025       | передчасне падіння на російській території                         |                       |                      |                      |                                                                           |
| 17.01.2025               | Україна                  | Україна                      | 0/2                                                                     | Іскандер-М       | не встановлено                                                     |                       |                      |                      |                                                                           |
| 17.01.2025               | Дніпропетровська обл.    | Кривий Ріг                   | 0/1                                                                     | —                | пошкоджені навчальний заклад та житлові будинки, жертви: 4/6       |                       |                      |                      |                                                                           |
| 18.01.2025               | Київ                     | Київ                         | 2/4                                                                     | Іскандер-М/KN-23 | пошкоджено цивільну інфраструктуру, заклад харчування, жертви: 3/3 |                       |                      |                      |                                                                           |
| 18.01.2025               | Запорізька обл.          | Запоріжжя                    | 0/1                                                                     | —                | об'єкт критичної інфраструктури, житлові будинки, жертви: 1/12     |                       |                      |                      |                                                                           |
| Донецька обл.            | Волноваха                | ракета GMLRS                 | командний пункт 29 ОА                                                   | 20.01.2025       | Сумська обл.                                                       | Сумська обл.          | 0/1                  | Іскандер-М           | не встановлено                                                            |
|                          |                          |                              |                                                                         | 21.01.2025       | Україна                                                            | Україна               | 0/4                  | Іскандер-М           | не встановлено                                                            |
| Дніпропетровська обл.    | Синельниківський р-н     | 0/2                          | —                                                                       | 21.01.2025       | пошкоджено приватні та багатоквартирні будинки, жертви: 0/3        |                       |                      |                      |                                                                           |
| Дніпропетровська обл.    | Дніпро                   | —                            | —                                                                       | 21.01.2025       | пошкодження цивільної інфраструктури та двох підприємств           |                       |                      |                      |                                                                           |
| РФ, Курська обл.         | РФ, Курська обл.         | M30 DPICM                    | військова інфраструктура                                                | 23.01.2025       | Запорізька обл.                                                    | Запоріжжя             | 0/4                  | Іскандер-М/KN-23     | підприємства, установи, багатоквартирні та приватні будинки, жертви: 1/24 |
| Донецька обл.            | Донецька обл.            | ракета GMLRS                 | ЗРК «Бук-М2»                                                            | 23.01.2025       |                                                                    |                       |                      |                      |                                                                           |
| Донецька обл.            | Донецька обл.            | ракета GMLRS                 | скупчення піхоти                                                        | 23.01.2025       |                                                                    |                       |                      |                      |                                                                           |
| Донецька обл.            | Донецька обл.            | ракета GMLRS                 | бронетехніка                                                            | 23.01.2025       |                                                                    |                       |                      |                      |                                                                           |
|                          |                          |                              |                                                                         | 24.01.2025       | Одеська обл.                                                       | Одеська обл.          | 2/2                  | Х-59/69              | перехоплено українською ППО                                               |
| РФ, Орловська обл.       | РФ, Орловська обл.       | Storm Shadow                 | склад із безпілотниками                                                 | 26.01.2025       |                                                                    |                       |                      |                      |                                                                           |
|                          |                          |                              |                                                                         | 28.01.2025       | Одеська обл.                                                       | Одеса                 | 0/1                  | —                    | атаковано багатоповерхівки та дачні будинки                               |
| 29.01.2025               | Миколаївська обл.        | Миколаїв                     | 0/1                                                                     | Іскандер-М       | підприємство харчової промисловості, жертви: 2/0                   |                       |                      |                      |                                                                           |
| Херсонська обл.          | Стара Маячка             | ракета GMLRS                 | розрахунок БпЛА «Орлан»                                                 | 30.01.2025       |                                                                    |                       |                      |                      |                                                                           |
| РФ, Рильськ              | РФ, Рильськ              | —                            | завлено про удар по командному пункту угруповання військ «Курськ» ЗС РФ | 31.01.2025       | Одеська обл.                                                       | Одеса                 | 0/3                  | Іскандер-М           | влучання в готель у центрі міста, жертви: 0/7                             |

*Х-101/Х-555/Х-55

### Лютий
Зафіксовано щонайменше 99 ракет з російського боку, 14+ ракет було перехоплено силами ППО, щонайменше 4 ракети передчасно впали/не здетонували. Не була подана інформація про кількість збитих ракет під час ракетних ударів 1, 11 та 12 лютого.
| Удари завдані Україною | Удари завдані Україною | Удари завдані Україною | Удари завдані Україною                                      | дата             | Удари завдані Росією                                    | Удари завдані Росією  | Удари завдані Росією | Удари завдані Росією | Удари завдані Росією                              |
| регіон                 | місце                  | ракети                 | влучання                                                    | дата             | регіон                                                  | місце                 | ракети               | ракети               | влучання, загиблі/поранені                        |
| ---------------------- | ---------------------- | ---------------------- | ----------------------------------------------------------- | ---------------- | ------------------------------------------------------- | --------------------- | -------------------- | -------------------- | ------------------------------------------------- |
|                        |                        |                        |                                                             | 01.02.2025       | Україна                                                 | Україна               | ?/40                 | —                    | не встановлена кількість ракет перехоплена ППО    |
| Полтавська обл.        | Полтава                | Х-22                   | влучання у житловий будинок, жертви: 12/14                  | 01.02.2025       |                                                         |                       | ?/40                 |                      |                                                   |
| Хмельницька обл.       | Хмельницька обл.       | —                      | атаковано підприємства, об’єкти енергетичної інфраструктури | 01.02.2025       |                                                         |                       | ?/40                 |                      |                                                   |
| Київська обл.          | Київська обл.          | —                      | атаковано підприємства, об’єкти енергетичної інфраструктури | 01.02.2025       |                                                         |                       | ?/40                 |                      |                                                   |
| РФ, Єлецький р-н       | РФ, Єлецький р-н       | 2/2                    | Х-22                                                        | 01.02.2025       | нештатне падіння двох ракет                             |                       |                      |                      |                                                   |
| 02.02.2025             | Чорне море             | Чорне море             | 0/1                                                         | Х-БПЛА           | заявлене ураження українського морського дрона          |                       |                      |                      |                                                   |
| 04.02.2025             | Харківська обл.        | Ізюм                   | 0/1                                                         | —                | атакована в адмінбудівлю та житло, жертви: 5/7          |                       |                      |                      |                                                   |
| не встановлено         | не встановлено         | ракета GMLRS           | скупчення піхоти, техніка                                   | 05.02.2025       | Україна                                                 | Україна               | 0/2                  | Іскандер-М           | не встановлено                                    |
| не встановлено         | не встановлено         | ракета GMLRS           | скупчення піхоти, техніка                                   | 06.02.2025       | РФ                                                      | РФ                    | 1/1                  | Орєшнік              | передчасне падіння на російській території        |
|                        |                        |                        |                                                             | 06.02.2025       | РФ, Бєлгородський р-н                                   | РФ, Бєлгородський р-н | 1/1                  | Р-27                 | передчасне падіння на російській території        |
| Миколаївська обл.      | Миколаїв               | 1/1                    | Іскандер-М                                                  | 06.02.2025       | ракета розірвалася у повітрі                            |                       |                      |                      |                                                   |
| РФ, Курська обл.       | РФ, Курська обл.       | ракета GMLRS           | військова інфраструктура                                    | 07.02.2025       | Харківська обл.                                         | Харків                | 0/2                  | KN-23                | атакована територія промислової зони, жертви: 0/3 |
|                        |                        |                        |                                                             | 09.02.2025       | Полтавська обл.                                         | Миргородський р-н     | —                    | —                    | не встановлено                                    |
| 10.02.2025             | Дніпропетровська обл.  | Дніпропетровська обл.  | 1/1                                                         | —                | перехоплено українською ППО                             |                       |                      |                      |                                                   |
| 10.02.2025             | Одеська обл.           | Одеська обл.           | 0/3                                                         | Х-31П            | не встановлено                                          |                       |                      |                      |                                                   |
| 11.02.2025             | Полтавська обл.        | Полтавська обл.        | ?/19                                                        | —                | атаковано газовидобувні об’єкти                         |                       |                      |                      |                                                   |
| 11.02.2025             | Дніпропетровська обл.  | Кривий Ріг             | 0/1                                                         | —                | пошкоджені АЗС, навчальний заклад, готель, адмінбудівля |                       |                      |                      |                                                   |
| РФ, Курська обл.       | РФ, Курська обл.       | ракета GMLRS           | комплекс РЕБ Р-330Ж «Житель»                                | 12.02.2025       | Київ                                                    | Київ                  | 6/7                  | Іскандер-М           | пошкоджено житлові та офісні будинки, жертви: 1/4 |
| РФ, Курська обл.       | РФ, Курська обл.       | ракета GMLRS           | 2А65 «Мста-Б»                                               | 12.02.2025       | Київська обл.                                           | Київська обл.         | 6/7                  | Іскандер-М           | не встановлено                                    |
|                        |                        |                        |                                                             | 12.02.2025       | Миколаївська обл.                                       | Миколаївська обл.     | 1/1                  | Х-35                 | ракета вийшла з ладу                              |
| 13.02.2025             | Одеська обл.           | Одеса                  | 0/1                                                         | —                | атаковано припортову інфраструктуру                     |                       |                      |                      |                                                   |
| не встановлено         | не встановлено         | ракета GMLRS           | розрахунок БпЛА «Орлан»                                     | 15.02.2025       |                                                         |                       |                      |                      |                                                   |
|                        |                        |                        |                                                             | 17.02.2025       | Чернігівська обл.                                       | Чернігівська обл.     | 1/1                  | Х-59                 | перехоплено українською ППО                       |
| 18.02.2025             | Сумська обл.           | Суми                   | 0/2                                                         | Іскандер-М       | дитячий оздоровчий табір                                |                       |                      |                      |                                                   |
| 19.02.2025             | Сумська обл.           | Сумська обл.           | 0/1                                                         | Іскандер         | заявлена спроба удару по позиціях ЗСУ                   |                       |                      |                      |                                                   |
| 20.02.2025             | Харківська обл.        | Харківська обл.        | ?/14                                                        | —                | об’єкти критичної інфраструктури                        |                       |                      |                      |                                                   |
| 21.02.2025             | Одеська обл.           | Одеська обл.           | 0/2                                                         | Іскандер-М       | не встановлено                                          |                       |                      |                      |                                                   |
| 23.02.2025             | Україна                | Україна                | 0/3                                                         | Іскандер-М/KN-23 | не встановлено                                          |                       |                      |                      |                                                   |
| 23.02.2025             | Дніпропетровська обл.  | Кривий Ріг             | 0/3                                                         | Іскандер-М/KN-23 | пошкоджено 12 багатоквартирних будинків, жертви: 1/4    |                       |                      |                      |                                                   |
| 25.02.2025             | Україна                | Україна                | 6/7                                                         | Х-101*           | не встановлено                                          |                       |                      |                      |                                                   |
| дата не встановлена    |                        |                        |                                                             |                  |                                                         |                       |                      |                      |                                                   |
| Донецька обл.          | Донецька обл.          | ракета GMLRS           | складові комплексу ЗРК С-350 «Витязь»                       | ???              |                                                         |                       |                      |                      |                                                   |

*Х-101/Х-555/Х-55